# Centralny Szlak Rowerowy Roztocza
Centralny Szlak Rowerowy Roztocza – szlak rowerowy prowadzący przez najciekawsze miejsca Roztocza. Ciągnie się od Kraśnika do Lwowa, charakteryzując się dużą różnorodnością krajobrazu mającą związek z aktywnością geologiczną tego regionu. 
Obecnie szlak kończy swój bieg w Hrebennem z uwagi na brak możliwości ruchu rowerowego na przejściu granicznym Hrebenne - Rawa Ruska. 

## Etap I Kraśnik -Zwierzyniec
Długość szlaku wynosi 100,6 km. Stopień trudności średni. Prowadzi głównie drogami asfaltowymi. 

## Etap II Zwierzyniec -Hrebenne
Długość szlaku wynosi 86 km. Prowadzi głównie drogami utwardzonymi. Etap przebiega poprzez wsie i miasteczka o wyjątkowo urozmaiconej rzeźbie terenu. 
Szlak oznaczony kolorem czerwonym. Przebiega w bliskości następujących przystanków kolejowych Zwierzyniec, Józefów Roztoczański, Susiec, Maziły i Bełżec, gdzie w okresie letnim kursuje szynobus oferujący miejsca dla rowerów.

## Etap IIIRawa Ruska- Lwów
Długość około 80 km. Brak oznakowania.